# Greinbach (Ach)
Der Greinbach ist ein Zufluss zum Staffelsee in Oberbayern.

## Verlauf
Der Greinbach entsteht aus drei Quellästen im Murnauer Molasserücken zwischen Staffelsee und Murnauer Moos, der westlichste davon im Naturschutzgebiet Westlicher Staffelsee. Diese vereinen sich kurz vor dem Obernacher Moos und der Mündung von Südwesten in den Staffelsee.